# NGC 3681
NGC 3681 é uma galáxia espiral barrada (SBbc) localizada na direcção da constelação de Leo. Possui uma declinação de +16° 51' 50" e uma ascensão recta de 11 horas, 26 minutos e 29,7 segundos.
A galáxia NGC 3681 foi descoberta em 17 de Abril de 1784 por William Herschel.